# Suburbikální diecéze Porto-Santa Rufina
Diecéze Porto-Santa Rufina (latinsky Dioecesis Albanensis) je římskokatolická suburbikální diecéze v Itálii, která je součástí Církevní oblasti Lazio. Katedrálou je kostel Nejsvětějších Srdcí v La Stortě. Tradičně byla sídlem jednoho z kardinálů-biskupů; dnes je jeho titulární diecézí a má svého sídelního biskupa. Jejím biskupem je Gianrico Ruzza, funkci titulárního kardinála zastává od 1. května 2020 kardinál Beniamino Stella. Na jejím území se nachází Slovenský ústav sv. Cyrila a Metoděje, určený pro slovenské bohoslovce a kněze.